# 浅田敏
浅田 敏（あさだ とし、1919年12月15日 - 2003年1月10日）は、昭和・平成時代の日本の地震学者。東京大学名誉教授。地震予知連絡会会長などを務めた。

## 人物
東京府落合村出身。祖父は台湾糖務局官僚の浅田知定。父は外交官の浅田俊介。開成中学校、旧制静岡高校を卒業後、東京帝国大学理学部地球物理学科卒業。後にその助手・理学博士・助教授・教授などを務めた。地震学会委員長や地震予知連絡会委員、測地学審議会委員、地球物理学研究連絡委員会委員、火山噴火予知連絡会委員、国際協力事業特別委員会（GDP）、気象審議会委員、測地審議会委員、消防審議会委員、地震予知研究協議会議長、地震防災対策強化地域判定会委員、東京大学理学部附属地殻化学実験施設長、科学技術会議（研究目標部会）専門委員など、様々な役職を務めた。1980年に東京大学を退官し、同校の名誉教授になったほか、東海大学教授として開発技術研究所に入所。その後東海地震の予知を目指して地震防災対策強化地域判定会会長、地震予知連絡会会長となった。また科学技術会議（研究調査委員会）専門委員にもなった。その他、日本地震学会名誉会員、東海大学名誉客員教授、学術審議会委員、科学技術会議（政策委員会研究調査小委員会）専門委員、測地審議会会長、地球物理学研究連絡委員会委員、日本学術会議会員などを歴任。2003年、多臓器不全で没した（享年83歳）。墓所は多磨霊園。

## 略歴
- 昭和19年（1944）東京帝国大学理学部地球物理学科卒業[4]
- 昭和19年（1944）東京帝国大学助手理学部
- 昭和30年（1955）東京大学助教授（理学部）
- 昭和33年（1958）理学博士（東京大学）
- 昭和33年（1958）地球物理学研究連絡委員会委員　昭和36年（1961）まで
- 昭和41年（1966）東京大学教授（理学部）
- 昭和41年（1966）東京大学教授（地震研究所）併任　昭和52年（1977）まで
- 昭和42年（1967）東京大学大学院理学系研究科地球物理学課程主任　昭和43年（1968）まで
- 昭和43年（1968）地震学会委員長　昭和44年（1969）まで
- 昭和44年（1969）地震予知連絡会委員　昭和60年（1985）まで
- 昭和45年（1970）測地学審議会委員　昭和47年（1972）まで
- 昭和46年（1971）東京大学大学院理学系研究科地球物理学課程主任　昭和47年（1972）まで
- 昭和47年（1972）地球物理学研究連絡委員会委員　昭和56年（1981）まで
- 昭和48年（1973）測地学審議会委員　昭和52年（1977）まで
- 昭和49年（1974）火山噴火予知連絡会委員　昭和56年（1981）まで
- 昭和50年（1975）東京大学大学院理学系研究科地球物理学課程主任　昭和51年（1976）まで
- 昭和50年（1975）国際協力事業特別委員会（GDP）　昭和56年（1981）まで
- 昭和50年（1975）気象審議会委員　昭和59年（1984）まで
- 昭和52年（1977）測地審議会委員　昭和58年（1983）まで
- 昭和53年（1978）消防審議会委員　昭和63年（1988）まで
- 昭和53年（1978）東京大学大学院理学系研究科地球物理学課程主任　昭和54年（1979）まで
- 昭和53年（1978）地震予知研究協議会議長　昭和55年（1980）まで
- 昭和54年（1979）東京大学理学部附属地殻化学実験施設長　昭和55年（1980）まで
- 昭和54年（1979）地震防災対策強化地域判定会委員　昭和56年（1981）まで
- 昭和55年（1980）科学技術会議（研究目標部会）専門委員　昭和56年（1981）まで
- 昭和55年（1980）停年により東京大学退官
- 昭和55年（1980）東京大学名誉教授
- 昭和55年（1980）東海大学教授（開発技術研究所）
- 昭和56年（1981）地震防災対策強化地域判定会会長　平成3年（1991）まで
- 昭和56年（1981）地震予知連絡会会長　平成3年（1991）まで
- 昭和56年（1981）科学技術会議（研究調査委員会）専門委員　昭和58年（1983）まで
- 昭和57年（1982）学術審議会委員　平成2年（1990）まで
- 昭和58年（1983）科学技術会議（政策委員会研究調査小委員会）専門委員　昭和60年（1985）まで
- 昭和60年（1985）測地審議会会長　平成6年（1994）まで
- 昭和60年（1985）地球物理学研究連絡委員会委員　平成3年（1991）まで
- 昭和60年（1985）日本学術会議会員　平成3年（1991）まで
- 平成元年（1989）東海大学（開発技術研究所）特任教授
- 平成2年 （1990）日本地震学会名誉会員
- 平成5年 （1993）東海大学名誉客員教授

## 著名な実績
- 短周期高感度の地震計の開発

## 受賞歴
- 昭和59年（1984）紫綬褒章
- 昭和60年（1985）防災功労者
- 昭和60年（1985）地球物理学国際協力記念賞
- 昭和60年（1985）交通文化章
- 平成2年 （1990）勲二等瑞宝章

## 家族
- 祖父の浅田知定（1862-1926、福岡県出身）は久留米藩士浅田軍蔵の長男として生まれ、東京帝国大学法科大学卒業後内務省に入り、貴族院書記官を経て、台湾総督府で製糖事業に携わり、1907年に退官、東洋製糖の創立に関わり、同社専務を経てのち新高製糖取締役を務めた[5][6]。妻のしほは埼玉県士族・上原温重（海軍大軍医）の長女[7][6]。
- 父の浅田俊介（1895-1963、東京出身）は東京帝大法学部卒業後、外務省に入り、フランス官補を皮切りに、外務省通商局書記官、駐エチオピア代理公使、駐イラン代理公使、トルコ参事官などを務めた[8][9]。
- 親戚に八田嘉明

## 書籍
- 「地震・・・発生・災害・予知」（1972年）
- 「地震予知の方法」（1978年）ISBN 978-4-13-061032-2[10]
- 「Earthquake Prediction」（1982年）ISBN 978-4-13-066024-2[11]
- 「関東・東海地震と予知」（1984年）ISBN 9784000076524
- 「地震 ［第2版］」（1984年）
- 「サイレント・アースクェイク: 地球内部からのメッセージ」（1993年）ISBN 9784130607056